# Мертвий поліцейський
«Мертвий поліцейський» або «Смертельна лють» (англ. Dead Heat) — американська зомбі-комедія 1988 року, режисерський дебют Марка Голдблатта. Сценарій до фільму написав Террі Блек, для якого це була дебютна екранізація. У головних ролях — Тріт Вільямс, Джо Піскопо, Ліндсей Фрост, Даррен МакГевін та Вінсент Прайс. Прем'єра стрічки відбулася 6 травня 1988 року.

## Сюжет
Роджер Мортіс та Даг Бігелоу — поліцейські-напарники, які розслідують серію пограбувань ювелірних магазинів. Чергова така подія змушує їх та ще близько двох десятків копів влаштувати справжню перестрілку зі злочинцями. При цьому бандити ніби не відчувають болю і зовсім не хочуть помирати, оскільки прямі влучання їм байдужі. Тому Роджер проявляє ініціативу та врізається в одного з грабіжників на автомобілі. Інший підривається на власній гранаті. Однак керівництво лише дорікає напарникам, згадуючи всі їхні погрішності за останній місяць.
Отримавши прочухана від свого боса, Мортіс та Бігелоу відправляються в морг, щоб зрозуміти з чим вони мали справу. Самі вони вважають, що злочинці ймовірніше за все були під дією наркотиків, тому не реагували на поранення. Проте така теорія швидко втрачає актуальність, коли патологоанатом звертає увагу Роджера та Дага на те, що на тілах злочинців вже є сліди від розтину. Тобто, обидва грабіжники вже були мертвими до моменту пограбування. Втім, доктор Ернест МакНаб поспішає запевнити, що ймовірно сталася помилка і нічого надприроднього в цій справі не відбулося. Незважаючи на такі слова, Роджер все ж хоче у всьому розібратися. В якості зачіпки поліцейський використовує сліди дивного препарату на тілах загиблих. Це приводить його та Дага в одну фармацевтичну компанію.
Оглядаючи приміщення компанії, Даг знову натикається на кремезного мерця, який з невідомих причин воскрес. Сутичка з ним закінчується тим, що Роджер потрапляє в спеціальну кімнату, яка використовується для утилізації відходів шляхом викачування повітря. Всі спроби Дага допомогти напарнику зазнають невдачі і той помирає.
Доки правоохоронні органи та криміналісти виконують свою роботу, Бігелоу намагається прийти до тями і усвідомити, що його кращий друг та напарник загинув. Втім, після огляду одного дивного устаткування патологоанатом приходить до висновку, що саме ця установка могла слугувати для воскресіння померлих. Разом з Дагом вони поміщають тіло Роджера на спеціальну поверхню та вмикають пристрій. Потім вони не можуть повірити своїм очам, коли Мортіс підіймається і веде себе так, ніби він просто втратив свідомість. Однак різні обстеження чітко фіксують, що тіло Роджера померло. Тим не менш на одне питання знаходиться відповідь. Справа у тому, що у такому стані Мортіс не буде довго. Через розклад клітин він скоро загине остаточно. Тому у нього залишається не так багато часу, щоб знайти тих, хто стоїть за всім цим…

## У ролях
- Тріт Вільямс — Роджер Мортіс
- Джо Піскопо — Даг Бігелоу
- Ліндсей Фрост — Ренді Джеймс
- Даррен МакГевін — доктор Ернест МакНаб
- Вінсент Прайс — Артур П. Лудермілк
- Клер Кіркконнелл — патологоанатом Ребекка
- Кей Люк — містер Тул
- Шейн Блек — патрульний (камео)

## Відгуки
Rotten Tomatoes дав оцінку 11 % на основі 9 відгуків. На сайті IMDb фільм має рейтинг 6,1. Загалом фільм отримав багато поганих відгуків, основна маса яких критикували сценарій за те, що він ніби схожий на суміш різних фільмів.